# Deuterocohnia
Deuterocohnia Mez  (nome dado por Ferdinand Julius Cohn, botânico e bacteriologista alemão) é um gênero da família botânica Bromeliaceae, subfamília Pitcairnioideae.
Plantas uma vez descritas sob o gênero Abromeitiella foram reavaliadas e reclassificadas entre as Deuterocohnia após modernas técnicas de análise de DNA.
São plantas nativas da América do Sul.

## Espécies aceites
De seguida mostra-se uma listagem das espécies do género Deuterocohnia aceites até outubro de 2013, ordenadas alfabeticamente. Para cada uma indica-se o nome binomial seguido do autor, abreviado segundo as convenções e usos.
- Deuterocohnia bracteosa W.Till & L.Hromadnik
- Deuterocohnia brevifolia (Grisebach) M.A.Spencer & L.B.Smith
- Deuterocohnia brevispicata Rauh & L.Hromadnik
- Deuterocohnia chrysantha (Philippi) Mez
- Deuterocohnia digitata L.B.Smith
- Deuterocohnia gableana R.Vásquez & P.L.Ibisch
- Deuterocohnia glandulosa E.Gross
- Deuterocohnia haumanii A.Castellanos
- Deuterocohnia longipetala (Baker) Mez
- Deuterocohnia lorentziana (Mez) M.A.Spencer & L.B.Smith
- Deuterocohnia lotteae (Rauh) M.A.Spencer & L.B.Smith
- Deuterocohnia meziana Kuntze ex Mez:
  - Deuterocohnia meziana var. carmineoviridiflora Rauh
  - Deuterocohnia meziana var. meziana Kuntze ex Mez
- Deuterocohnia recurvipetala E.Gross
- Deuterocohnia scapigera (Rauh & L.Hromadnik) M.A.Spencer & L.B.Smith:
  - Deuterocohnia scapigera subsp. sanctae-crucis R.Vásquez & P.L.Ibisch
  - Deuterocohnia scapigera subsp. scapigera (Rauh & L.Hromadnik) M.A.Spencer & L.B.Smith
- Deuterocohnia schreiteri A.Castellanos
- Deuterocohnia seramisiana R.Vásquez, P.L.Ibisch & E.Gross
- Deuterocohnia strobilifera Mez:
  - Deuterocohnia strobilifera var. inermis L.B.Smith
  - Deuterocohnia strobilifera var. strobilifera Mez